# Live at Rome Olympic Stadium
Live at Rome Olympic Stadium é um álbum ao vivo e de vídeo da banda britânica de rock Muse. Em 5 de novembro de 2013, o DVD foi lançado em versão compacta nos cinemas de mais de 20 cidades do mundo e nos dias seguintes também estreou em mais de 40 territórios. O álbum foi gravado no Estádio Olímpico de Roma em 6 de julho de 2013, perante um público pagante de 60 963 pessoas. O concerto foi parte da The Unsustainable Tour, que foi a perna européia da turnê (a The 2nd Law World Tour) da banda pela Europa no verão de 2013.
O álbum foi lançado em formato CD/DVD e CD/Blu-ray em diversos países a partir de 29 de novembro de 2013, como na Austrália, Estados Unidos e no continente Europeu. No Brasil, ele foi lançado em 17 de dezembro.
O show foi gravado por dezesseis câmeras com tecnologia conhecida como 4k (cerca de quatro vezes melhor que o formato Full HD convencional) em parceria com a Sony, tornando este concerto o primeiro do mundo a ser gravado com estas tecnologias.

## Faixas
Todas as faixas escritas e compostas por Matthew Bellamy, exceto "Feeling Good" por Leslie Bricusse e Anthony Newley, e "Liquid State" por Chris Wolstenholme. 
| CD             |                                                   |         |  |
| N.º            | Título                                            | Duração |  |
| 1.             | "Supremacy"                                       | 5:14    |  |
| 2.             | "Panic Station"                                   | 3:12    |  |
| 3.             | "Resistance"                                      | 5:32    |  |
| 4.             | "Hysteria" (com "Interlude")                      | 5:06    |  |
| 5.             | "Animals"                                         | 4:21    |  |
| 6.             | "Knights of Cydonia" (com "Man With a Harmonica") | 8:19    |  |
| 7.             | "Explorers"                                       | 5:54    |  |
| 8.             | "Follow Me"                                       | 3:52    |  |
| 9.             | "Madness"                                         | 4:37    |  |
| 10.            | "Guiding Light"                                   | 4:18    |  |
| 11.            | "Supermassive Black Hole"                         | 4:05    |  |
| 12.            | "Uprising"                                        | 5:35    |  |
| 13.            | "Starlight"                                       | 4:27    |  |
| Duração total: | Duração total:                                    | 64:32   |  |

| DVD / Blu-ray / 4K |                                                |         |  |
| N.º                | Título                                         | Duração |  |
| 1.                 | "Intro"                                        | 1:11    |  |
| 2.                 | "Supremacy"                                    | 5:21    |  |
| 3.                 | "Panic Station"                                | 3:17    |  |
| 4.                 | "Plug In Baby"                                 | 4:27    |  |
| 5.                 | "Resistance"                                   | 5:35    |  |
| 6.                 | "Animals"                                      | 4:33    |  |
| 7.                 | "Knights of Cydonia"                           | 8:58    |  |
| 8.                 | "Explorers"                                    | 5:54    |  |
| 9.                 | "Hysteria"                                     | 5:21    |  |
| 10.                | "Feeling Good"                                 | 3:44    |  |
| 11.                | "Follow Me"                                    | 4:02    |  |
| 12.                | "Madness"                                      | 4:48    |  |
| 13.                | "Time Is Running Out"                          | 4:40    |  |
| 14.                | "Guiding Light"                                | 4:26    |  |
| 15.                | "Undisclosed Desires"                          | 4:10    |  |
| 16.                | "Supermassive Black Hole"                      | 4:15    |  |
| 17.                | "Survival"                                     | 4:49    |  |
| 18.                | "The 2nd Law: Isolated System"                 | 2:26    |  |
| 19.                | "Uprising"                                     | 5:43    |  |
| 20.                | "Starlight"                                    | 5:10    |  |
| 21.                | "The 2nd Law: Unsustainable" (créditos finais) | 2:44    |  |
| Duração total:     | Duração total:                                 | 95:45   |  |

## Tabelas musicais
| Paradas (2013)                      | Melhor posição |
| ----------------------------------- | -------------- |
| Alemanha (Media Control)            | 26             |
| Áustria (Ö3 Austria Top 40)         | 61             |
| Bélgica Flanders (Ultratop 50)      | 21             |
| Bélgica Valônia (Ultratop 40)       | 26             |
| Escócia (OCC)                       | 7              |
| Finlândia (Suomen virallinen lista) | 34             |
| França (SNEP)                       | 5              |
| Hungria (MAHASZ)                    | 31             |
| Irlanda (Irish Albums Chart)        | 81             |
| Itália (FIMI)                       | 8              |
| Japão (Oricon)                      | 31             |
| Noruega (VG-lista)                  | 26             |
| Países Baixos (MegaCharts)          | 7              |
| Portugal (AFP)                      | 7              |
| Suíça (Schweizer Hitparade)         | 14             |
| Reino Unido (OCC)                   | 36             |
| Estados Unidos (Billboard 200)      | 115            |

### Certificações
| País   | Certificador | Certificação |
| ------ | ------------ | ------------ |
| França | SNEP         | Platina      |
| Itália | FIMI         | Ouro         |